# Camaridium
Genre
Camaridium est un genre d'orchidées épiphytes originaires d'Amérique Centrale et d'Amérique du Sud

## Synonymes
Les espèces du genre Camaridium étaient auparavant rattachées au genre Maxillaria ou reprises sous les taxons synonymes Sepalosaccus, Psittacoglossum et Pseudomaxillaria.

## Liste d'espèces
- Camaridium adolphi
- Camaridium alfaroi
- Camaridium allenii
- Camaridium amabile
- Camaridium amparoanum
- Camaridium ampliflorum
- Camaridium anceps
- Camaridium atratum
- Camaridium aurantiacum
- Camaridium biolleyi
- Camaridium bracteatum
- Camaridium bradeorum
- Camaridium brenesii
- Camaridium brevilabium
- Camaridium burgeri
- Camaridium campanulatum
- Camaridium carinatum
- Camaridium carinulatum
- Camaridium cedralense
- Camaridium christobalense
- Camaridium costaricense
- Camaridium ctenostachys
- Camaridium cucullatum
- Camaridium dendrobioides
- Camaridium densum
- Camaridium dichotomum
- Camaridium exaltatum
- Camaridium falcatum
- Camaridium fragrans
- Camaridium gomezianum
- Camaridium grisebachianum
- Camaridium haberi
- Camaridium hagsaterianum
- Camaridium horichii
- Camaridium imbricatum
- Camaridium inauditum
- Camaridium inflexum
- Camaridium insolitum
- Camaridium lamprochlamys
- Camaridium latifolium
- Camaridium longicolumna
- Camaridium luteobrunneum
- Camaridium lutheri
- Camaridium meleagris
- Camaridium microphyton
- Camaridium minus
- Camaridium mombachoense
- Camaridium monteverdense
- Camaridium neglectum
- Camaridium nutantiflorum
- Camaridium obscurum
- Camaridium ochroleucum
- Camaridium oestlundianum
- Camaridium paleatum
- Camaridium polyanthum
- Camaridium praestans
- Camaridium pulchrum
- Camaridium pygmaeum
- Camaridium quercicola
- Camaridium ramonense
- Camaridium rhombeum
- Camaridium rugosum
- Camaridium scalariforme
- Camaridium sigmoideum
- Camaridium soconuscanum
- Camaridium sodiroi
- Camaridium standleyi
- Camaridium stenophyllum
- Camaridium sterrocaulon
- Camaridium strumatum
- Camaridium suaveolens
- Camaridium synsepalum
- Camaridium tigrinum
- Camaridium tricarinatum
- Camaridium tuberculare
- Camaridium tutae
- Camaridium vagans
- Camaridium vaginale
- Camaridium valerioi
- Camaridium vestitum
- Camaridium vittariifolium

## Répartition
Antilles, Amérique Centrale jusqu'en Bolivie. Une espèce, (Camaridium vestitum), est présente en Floride. 